# Erythrodiplax branconensis
Erythrodiplax branconensis är en trollsländeart som beskrevs av Sjoestedt 1929. Erythrodiplax branconensis ingår i släktet Erythrodiplax och familjen segeltrollsländor. Inga underarter finns listade i Catalogue of Life.